# Импеданс
Импедансът (на български се използва също терминът пълно съпротивление или комплексно съпротивление) е физична величина, въведена в анализа на линейни електрически вериги при синусоидален ток. Импедансът е обобщение на електрическото съпротивление, включващ всички загуби от активни, индуктивни и капацитивни съставки във веригите. За разлика от активното електрическо съпротивление, импедансът се представя като комплексно число, чиято имагинерна част е реактивното съпротивление на включените в електрическата верига бобини и кондензатори, съответно с тяхната индуктивност и капацитет. При идеалните резистори импедансът винаги е равен на активното съпротивление. Наименованието „импеданс“ е въведено от Оливър Хевисайд (Oliver Heaviside), който за първи път използва този термин през 1886 г. Впоследствие, терминът придобива по-общо значение и започва да се използва и в други области на науката и техниката, за представяне на нелинейно изменящи се величини.
Импедансът се изразява математически като сума от активното и реактивно съпротивления:
{\displaystyle Z=R+jX}
или в полярни координати:
{\displaystyle \ Z=|Z|e^{j\arg(Z)}}
където:
{\displaystyle Z} е импедансът;

{\displaystyle R} е активното съпротивление;

{\displaystyle X} e реактивното съпротивление;

{\displaystyle j} е имагинерната единица;